# Cretobolbus rohdendorfi
Cretobolbus rohdendorfi är en skalbaggsart som beskrevs av Nikolajev 1996. Cretobolbus rohdendorfi ingår i släktet Cretobolbus och familjen Bolboceratidae. Inga underarter finns listade i Catalogue of Life.